# مارك رينولدز (متسابق يخت)
مارك رينولدز (بالإنجليزية: Mark Reynolds) هو متسابق يخت أمريكي، ولد في 2 نوفمبر 1955 في سان دييغو في الولايات المتحدة.

## وصلات خارجية
- مارك رينولدز على موقع الاتحاد الدولي للملاحة الشراعية (موقع جديد) (الإنجليزية)
- مارك رينولدز على موقع الاتحاد الدولي للملاحة الشراعية (موقع قديم) (الإنجليزية)
- مارك رينولدز على موقع اللجنة الأولمبية الدولية (الإنجليزية)
- مارك رينولدز على موقع أوليمبيديا (الإنجليزية)